# Glosar de termeni din tenisul de câmp
Aceasta este o listă incompletă de termeni din tenisul de câmp. O parte dintre termeni au fost adaptați la limba română (as, cros), iar altă parte se folosesc precum în limba engleză (forehand, topspin). Cuvintele marcate cu asterisc (*) la final nu sunt atestate de niciun dicționar în limba română, însă se folosesc în presa și literatura de specialitate și în limba română.

## A
- as (pl. ași, din limba engleză, ace, pronunție: [eis]) - punct făcut direct din serviciu, fără ca mingea să fie atinsă de către cel care se află la primire.
- avantaj (din limba franceză, avantage, pronunție: [avantaj]) - situație în care se află jucătorul care câștigă primul punct după situația de egalitate.

Se folosește alăturând numele jucătorului care are avantaj, de pildă: „avantaj Năstase”, „avantaj Sampras”.
- ATP - acronim pentru Association of Tennis Professionals (Asociația jucătorilor profesioniști de tenis), instituția internațională ce organizează și reglementează principalele turnee de tenis masculin.

## B
- backhand (pl. backhanduri, din limba engleză, backhand, pronunție: [békhend]) - rever, lovirea mingii din partea opusă a corpului.

Dacă un jucător este dreptaci, reverul se realizează din partea stângă a corpului acestuia, iar dacă jucătorul este stângaci, reverul se realizează din partea dreaptă a corpului. O bună parte dintre jucători realizează reverul cu ambele mâini pentru o lovitură mai puternică și precisă.
Vezi și sinonimul rever.
- backspin (din limba engleză, backspin, pronunție: [békspin]) - efect aplicat mingii de sus în jos, procedeu denumit și underspin sau chop. Vezi și antonimul topspin.* backswing* (din limba engleză, pronunție: [béksuing]) - balansare a rachetei dinapoia corpului în vederea efectuării unei lovituri.
- banda fileului - o bandă albă de 10-13 cm situată în partea superioară a fileului. Atingerea acesteia cu mingea în timpul unei serve poate reda situația de neț dacă mingea aterizează în careul de serviciu al adversarului.
- baseline* (din limba engleză, pronunție: [béislain]) - linia de fund a terenului.
- baseliner* (din limba engleză, pronunție: [béislainăr]) - jucător care execută cele mai multe lovituri de pe linia de fund a terenului sau din spatele ei, fără a se apropia prea des de fileu.
- block (din limba engleză, pronunție: [blok]) - lovitură defensivă de retur fără elan.
- bounce* (din limba engleză, pronunție: [bauns]) - ridicarea mingii după ce a atins suprafața de joc. Traiectoria acesteia depinde de suprafața de joc, de efectul și forța imprimate mingii și de condițiile meteorologice.
- brec sau break (din limba engleză, pronunție: [brek]) - câștigarea unui ghem pe serviciul adversarului. Vezi și rebreak, tie-break, minibrec sau minibreak.
- bye* (din limba engleză, pronunție: [bai]) - înscrierea unui jucător bine situat în clasament (seed ori seeded) într-un tur superior (de obicei, turul al doilea) al unui turneu, fără a disputa un meci în turul anterior.

## C
- cros (cross) lovitura trimisă în diagonala terenului.
- Cupa Davis: competiție internațională anuală de tenis masculin în care echipele din țările participante concurează într-un format cu eliminare simplă, cu meciuri care au loc în mai multe etape pe parcursul anului.[1]

## D
- draiv (drive) lovitura de dreapta sau stânga ofensivă care de obicei se înaintează către fileu.

## F
- fault  “greșeală de picior” la efectuarea serviciului; jucătorul care execută serviciul a atins linia de fund a terenului cu piciorul înainte de a lovi mingea în serviciu.
- Fed Cup (astăzi Cupa Billie Jean King): competiție internațională anuală de tenis feminin în care echipele din țările participante concurează într-un turneu în format cu eliminare simplă, cu meciuri care au loc în mai multe etape pe parcursul anului.[2]
- forehand - lovitură din partea de îndemânare a corpului fiecărui jucător.

pentru dreptaci, lovitură din partea dreapta a corpului;
pentru stângaci, lovitură din partea stângă a corpului.

## G
- Grand Slam (în română Mare Șlem):  Câștigă toate cele patru turnee majore prestigioase într-un an calendaristic. „Grand Slam” este, de asemenea, folosit în mod obișnuit pentru a se referi la oricare dintre cele patru turnee: Australian Open, French Open (Roland Garros), Wimbledon și US Open. [3]

## L
- lob  minge înaltă, trimisă peste adversarul venit la fileu; de obicei este o lovitură cu caracter ofensiv.
- Lucky loser ("LL"): Cel mai bine clasat jucător care pierde în runda finală de calificare pentru un turneu, dar ajunge totuși să se califice datorită retragerii bruște a unuia dintre jucătorii deja aflați în tabloul principal. La turneele de Grand Slam, unul dintre cei patru învinși cel mai bine clasat în runda finală de calificare este ales aleatoriu drept învins norocos.
- lung de linie ('long-line) minge trimisă în lungul terenului, paralel și foarte aproape de linia laterală.

## P
- passing shot  “a pasa”, trimiterea mingii pe lângă jucătorul advers.
- priză: Un mod de a ține racheta pentru a da lovituri în timpul unui meci. Cele trei moduri cele mai utilizate sunt Continental, Eastern și Western. Majoritatea jucătorilor schimbă priza în timpul unui meci, în funcție de lovitura pe care o dau. Pentru mai multe informații despre prinderi, inclusiv toate tipurile, consultați priză (tenis).[4]

## R
- rally  “raliu”, seria de lovituri efectuate în cadrul disputării punctului
- rever

## S
- servă ori serviciu
- smeș ori smeci “smeci”, execuție similară cu lovitura de serviciu executată de deasupra capului.
- spin  “efect sau minge tăiată” – rotație imprimată mingii prin modul de lovire; dacă impactul cu suprafața de lovire se face în jos, efectul se numește “underspin” sau backspin”; dacă efectul se imprimă de jos în sus efectul se numește “overspin”, “topspin” sau “lift”; dacă efectul este imprimat lateral, sidespin.

## T
- top
- topspin  rotație imprimată mingii în același sens cu cel al mișcării ei, printr-o “periere” a mingii de jos în sus; mingea lovită astfel începe să cadă rapid după ce a atins înălțimea maximă.
- tie-break sistem de punctaj care se aplică în setul ajuns la scorul de 6-6 la ghemuri; în tie-break, scorul se ține 0, 1, 2, 3, etc. Primul jucător sau echipa care câștigă 7 puncte câștigă game-ul și setul cu condiția să fie o diferență de două puncte față de oponent. Dacă este necesar, tiebreakul va continua până ce această diferență este realizată. Pentru mai multe detalii legate de tie-break și regulamentul tenisului de câmp accesați linkul următor regulament tenis de câmp.

## V
- voleu  lovirea mingii în zbor, înainte de a cădea în teren, de obicei din apropierea fileului.

## W
- Wild card : Jucătorul are dreptul să joace într-un turneu, chiar dacă rangul lor nu este adecvat sau nu se înregistrează la timp. De obicei, câteva locuri în tragerea la sorți sunt rezervate wild cardurilor, care pot fi pentru jucătorii locali care nu obțin accept direct sau pentru jucătorii care se află chiar în afara clasamentului necesar pentru a obține acceptul direct. Wild carduri pot fi date și jucătorilor al căror clasament a scăzut din cauza unei accidentări pe termen lung.[5]

## Resurse
- tenisdecamp.ro
- treizecizero.ro